# Gilles Durand
Gilles Durand (* 11. Januar 1952 in Montreal) ist ein ehemaliger kanadischer Radrennfahrer.

## Sportliche Laufbahn
Durand war im Straßenradsport aktiv. Er war Teilnehmer der Olympischen Sommerspiele 1972 in München. Im olympischen Straßenrennen kam er auf den 72. Rang. Im Mannschaftszeitfahren wurde der kanadische Vierer mit Gilles Durand, Brian Chewter, Jack McCullough und Tom Morris 23. des Wettbewerbs. Im Einzelrennen kam er auf den 72. Platz.
Bei den Spielen 1976 in Montreal war er erneut am Start. Im olympischen Straßenrennen wurde er als 54. klassiert.